# Střelná
Střelná (en allemand : Strzelna) est une commune du district de Vsetín, dans la région de Zlín, en République tchèque. Sa population s'élevait à 571 habitants en 2020.

## Géographie
Střelná se trouve à 20 km au sud-sud-est de Vsetín, à 33 km à l'est-sud-est de Zlín et à 283 km à l'est-sud-est de Prague.
La commune est limitée par Francova Lhota au nord, par la Slovaquie à l'est et au sud-est, par Študlov au sud, et par Horní Lideč à l'ouest.

## Histoire
La première mention écrite du village date de 1511.